# Avslag

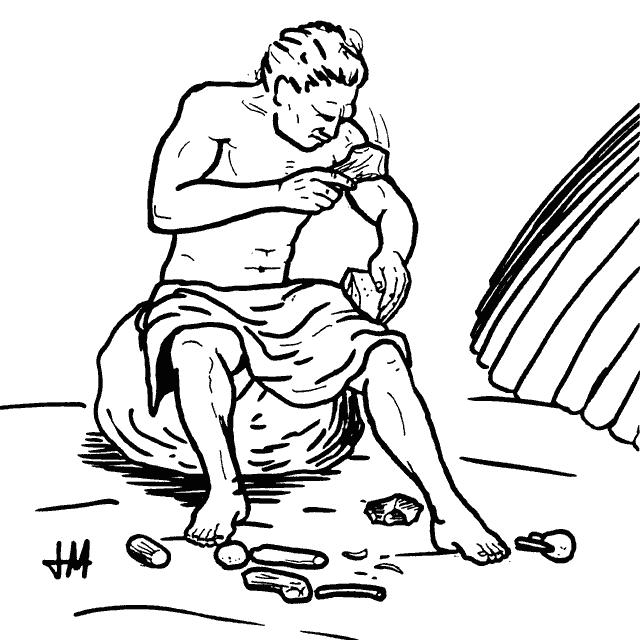
En stensmed slår avslag med hjälp av en hornhammare. Teckning: José-Manuel Benito Álvarez

Ett avslag är en beteckning i arkeologin, på en stenflisa som tillverkats av människohand. Antingen kan man slå avslag i syfte att använda själva avslaget som redskap, eller så uppstår de som avfall vid exempelvis yxtillverkning. Avslag avskiljs från en kärna. Avslag framställdes främst under stenåldern.

## Morfologi

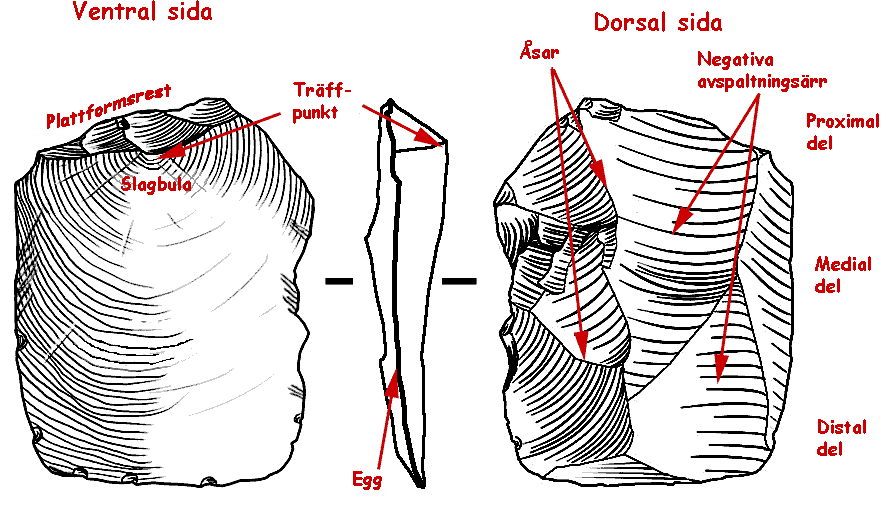
Avslagets morfologi

Ett avslag har skarpa kanter och en så kallad avspaltningsyta. Därtill uppkommer vanligen en slagbula på avslaget, vilket är den förhöjning som bildas på avspaltningsytan där slaget träffat. Dessa typiska märken gör det enklare att skilja på stenar bearbetade av människor och stenar som till exempel delats på något annat sätt. Ibland kan fynd av avslag avslöja vilken typ av föremål som har tillverkats, då man genom experimentell tillverkning av föremål lärt sig att identifiera avslag från framställningen av olika föremålstyper. 

### Benämningar
Avslagets olika delar benämns, proximal, medial, distal (beteckningar hämtade från anatomin). Den proximala delen av ett avslag är den del som är närmast slagbulan, medan den distala delen är den del som befinner sig längst ifrån slagbulan, medan den mediala delen betecknar mellandelen av avslaget. Den sida av avslaget som har avspaltningsytan kallas ventral, medan yttersidan av avslaget kallas dorsal.

## Teknologi

### Hård respektive mjuk teknik
Ett avslag slås från en kärna med hjälp av en hammare. Ett avslag kan tillverkas med antingen hård eller mjuk teknik. Vid hård teknik är hammaren som används för att tillverka avslaget hårdare än kärnan, medan mjuk teknik innebär att man använder en mjukare hammare, som till exempel kan bestå av trä eller horn.

### Indirekt metod, direkt metod och tryckteknik

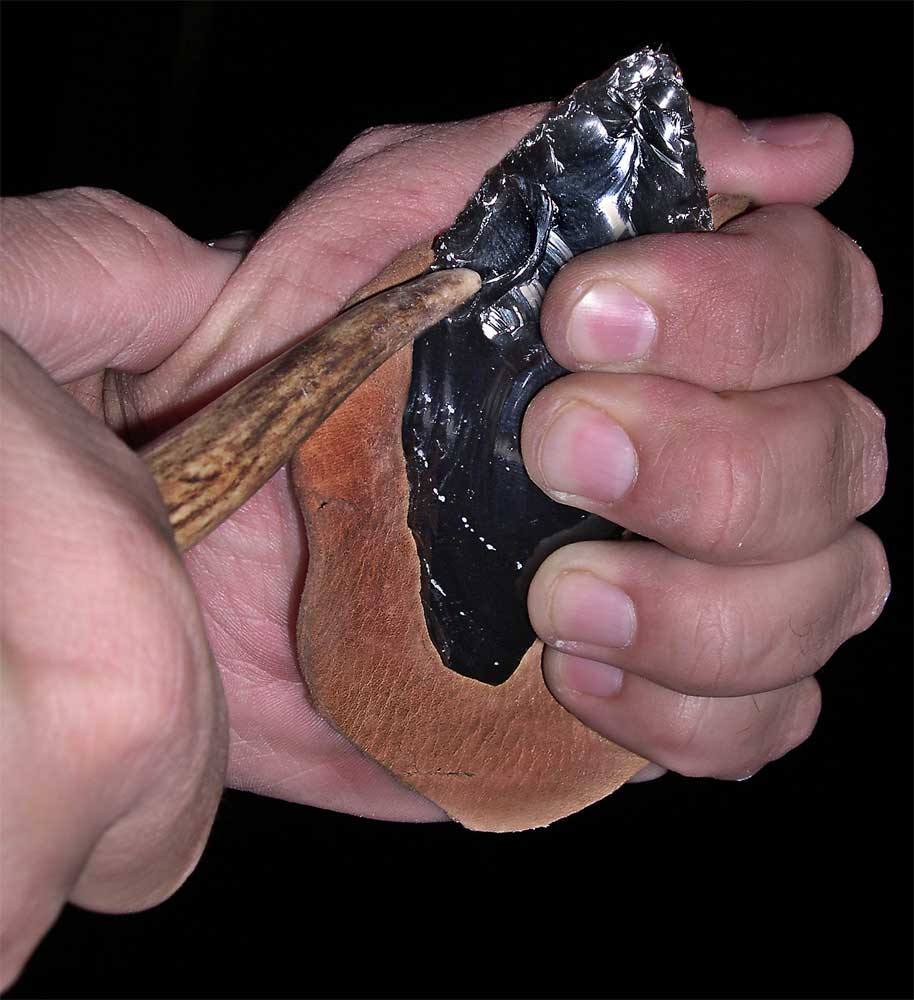
Retuschering med hjälp av tryckteknik. Bild: José-Manuel Benito Álvarez

Det går även att särskilja tillverkning av avslag med hjälp av direkt eller indirekt teknik. Vid indirekt teknik avskiljs avslaget med hjälp av ett mellanstycke, en puns, som läggs mellan hammaren och kärnan. Indirekt teknik möjliggör att slaget träffar exakt på det ställe där stensmeden bestämt. Det går också att trycka loss avslag med hjälp av en puns, detta kallas tryckteknik.

### Plattforms-, frihands-, städ- och bipolärmetod
Plattformsmetoden kallas den metod som avskiljer ett avslag genom att utnyttja en plattform på kärnan, det vill säga att kärnan sönderdelas utifrån och in. Detta kan ställas i kontrast till bipolärmetoden, där kärnan sönderdelas inifrån och ut. 
Frihandsmetoden kallas så därför att kärnan hålls fritt i handen. I bland används även ett städ vid framställningen av avslag. Städet möjliggör användandet av mindre kärnor än frihandsmetoden och städ används även vid bipolärmetod.
Bipolärmetoden innebär att slaget kommer direkt uppifrån, medan kärnan vilar på ett städ, vilket gör att kraften kommer både ovanifrån och underifrån, vilket bland annat kan ge upphov till karaktäristiska avslag som liknar apelsinklyftor.